# 孫楨
孙桢，陕西长安县（今属西安市）人。清朝官员。同进士出身。
同治十三年（1874年）甲戌科三甲进士。光绪八年（1882年）任福建邵武府建宁县知县。